# Kildin
Kildin (Russisch: Кильдин, op oude Nederlandse kaarten weergegeven als Kildjuim) is een Russisch eiland in het zuiden van de Barentszzee, op 1,5 kilometer ten noorden van de Moermankust van het schiereiland Kola, waarvan het wordt gescheiden door de Straat Kildin. Bestuurlijk gezien vormt het onderdeel van de selskoje poselenieje van het dorp Tiberka binnen het district Kolski (eerder onder de stad Severomorsk) van de oblast Moermansk.

## Geografie
Het eiland heeft een lengte van 17,6 kilometer en een breedte tot 7 kilometer. Kildin bestaat uit een heuvelplateau dat oploopt tot 281 meter en bestaat uit een massief van zandsteen en schist, dat aan noord- en westzijde steil afloopt in zee en aan zuid- en oostzijde uitloopt in brede terrassen. De vegetatie bestaat uit toendra met op plekken mossen en grassen. Van de steile hellingen lopen her en der kleine watervallen naar beneden.
Op het eiland liggen de nederzettingen Zapadny Kildin (West-Kildin) en Vostotsjny Kildin (Oost-Kildin), die door een weg met elkaar zijn verbonden. Midden op het eiland ligt de verlaten soldatennederzetting Verchni Kildin (Boven-Kildin). In het zuidoosten van het eiland, ten oosten van Vostotsjny Kildin, ligt het unieke Mogilnojemeer, waarin zowel zoutwater-, brakwater- als zoetwatersoorten voorkomen. Op het eiland leven een groot aantal zeevogelsoorten, alsook een aantal roofdiervogels (haviken en sneeuwuilen).

## Geschiedenis
Het eiland is reeds lange tijd bekend bij zeevaarders, mede vanwege de aanwezigheid van een beschutte haven (de Mogilnajabocht) aan de zuidzijde. In 1594 voer Willem Barentsz erlangs en werd het Mogilnojemeer voor het eerst ingetekend op een kaart. In de 17e en 18e eeuw waren monniken van het Solovetskiklooster actief op het eiland. Tijdens de Finse Oorlog werd de kloosternederzetting Vostotsjny Kildin in 1809 verwoest en geplunderd door Britse vrijbuiters op het op de Denen buitgemaakte schip Nyaden (Nayaden, Nijaden). De naam 'Mogilnoje' (Mogilny/Mogilnaja; "grafheuvel", "sepulcraal", "doods") voor de bocht, kaap en het meer aldaar zijn van deze gebeurtenis afgeleid. Na deze gebeurtenis bleef het eiland namelijk lang onbewoond. Wel ging het onderzoek door; tijdens een expeditie voor het in kaart brengen en beschrijven van de kusten van de Witte Zee, Barentszzee en Noordelijke IJszee tussen 1822 en 1823 onder leiding van Fjodor Litke werd ook Kildin aangedaan. In 1826 werd er vervolgens hydrografisch onderzoek verricht onder leiding van Michail Reinecke.
In de jaren 1870 kwam het jonge Noorse echtpaar Erikson naar het eiland, waarvan de nazaten generaties lang (ongeveer 60 jaar) op het eiland bleven wonen, maar ook te maken kregen met de Grote Zuivering in de jaren 1930. Zij hielden zich bezig met stropen, zeehondenjacht en visserij. Begin 20e eeuw poogde de Russische regering het eiland te ontwikkelen door grote sommen geld te steken in de aanleg van infrastructuur. Er verbleven toen ook Russische sociaaldemocraten vermomd als vissers die op deze wijze verboden literatuur van Noorwegen naar Archangelsk smokkelden.
In de begindagen van de Sovjet-Unie had de overheid wederom grote plannen met het eiland: er werden een viscoöperatief, jodiumfabriek en een poolvospelsdierhouderij opgezet, alsook twee observatieposten en een zendstation. In 1933 werd het eiland van militair belang toen het werd uitgekozen als locatie voor de eerste zeekustbatterij van de Sovjet-Unie met MB-2-180 mm-geschut (2e onafhankelijke artilleriebataljon) en een afdeling van de Vojska PVO (luchtverdediging) met luchtdoelgeschut. Later volgden luchtdoelraketten (jaren 1950), een tankbataljon (tijdelijk in 1940), mitrailleursnesten, een grenspost en ondersteunende voorzieningen hiervoor. In 1942 werd een vliegveld aangelegd in het zuiden van het eiland, in 1944 volgde een radar voor de kustbatterijen. In de jaren 1990 verdwenen de meeste militairen van het eiland.

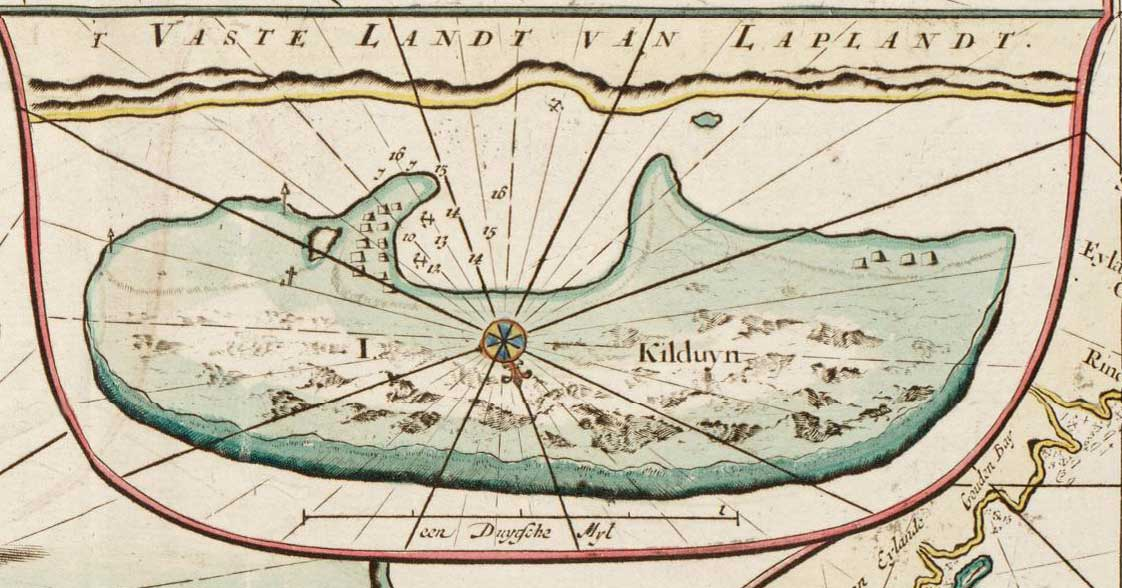
Kildin op een kaart uit de 'Zee-Fakkel van Johannes van Keulen' (1682)
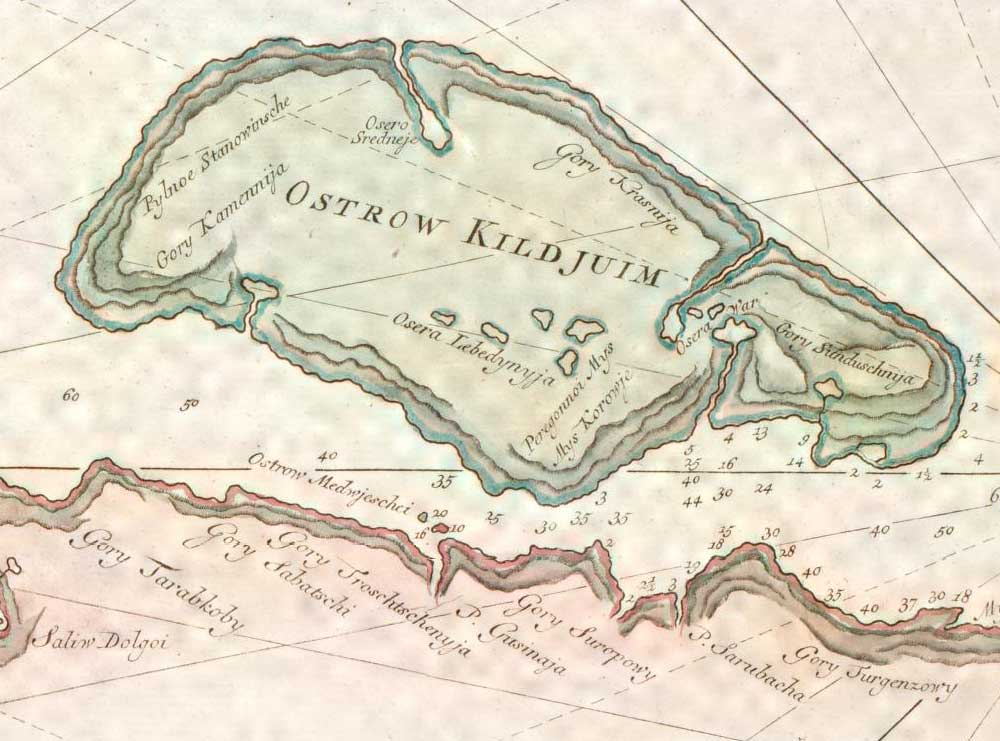
Kildin op de kaart "van de River van Kola" uit een Van Keulenatlas (1790)